# Saint-Andelain
Saint-Andelain est une commune française, située dans le département de la Nièvre en région Bourgogne-Franche-Comté.

## Géographie
Saint-Andelain est en rive droite de la Loire, à 2,5 km du fleuve et à égale distance de son embouchure et de sa source.
Cosne-sur-Loire est à 16 km au nord, La Charité-sur-Loire à 17 km au sud et Sancerre (en rive gauche et dans le Cher en région Centre-Val de Loire) à 15 km au nord-ouest.
L'autoroute A77 traverse brièvement (sur 380 m) l'ouest de la commune près du village des Berthiers. La sortie no 25 (« Pouilly ») est littéralement en limite de commune, à 800 m du bourg.

### Climat
Pour des articles plus généraux, voir Climat de la Bourgogne-Franche-Comté et Climat de la Nièvre.
En 2010, le climat de la commune est de type climat océanique dégradé des plaines du Centre et du Nord, selon une étude du Centre national de la recherche scientifique s'appuyant sur une série de données couvrant la période 1971-2000. En 2020, Météo-France publie une typologie des climats de la France métropolitaine dans laquelle la commune est exposée à un climat océanique altéré et est dans la région climatique  Centre et contreforts nord du Massif Central, caractérisée par un air sec en été et un bon ensoleillement. 
Pour la période 1971-2000, la température annuelle moyenne est de 10,7 °C, avec une amplitude thermique annuelle de 15,8 °C. Le cumul annuel moyen de précipitations est de 818 mm, avec 12 jours de précipitations en janvier et 7,3 jours en juillet. Pour la période 1991-2020, la température moyenne annuelle observée sur la station météorologique de Météo-France la plus proche, « Léré », sur la commune de Léré à 19 km à vol d'oiseau, est de 11,6 °C et le cumul annuel moyen de précipitations est de 710,5 mm. 
La température maximale relevée sur cette station est de 41,9 °C, atteinte le 25 juillet 2019 ; la température minimale est de −13,3 °C, atteinte le 9 février 2012,,. 
Les paramètres climatiques de la commune ont été estimés pour le milieu du siècle (2041-2070) selon différents scénarios d'émission de gaz à effet de serre à partir des nouvelles projections climatiques de référence DRIAS-2020. Ils sont consultables sur un site dédié publié par Météo-France en novembre 2022.

## Urbanisme

### Typologie
Au 1er janvier 2024, Saint-Andelain est catégorisée commune rurale à habitat dispersé, selon la nouvelle grille communale de densité à sept niveaux définie par l'Insee en 2022.
Elle est située hors unité urbaine. Par ailleurs la commune fait partie de l'aire d'attraction de Cosne-Cours-sur-Loire, dont elle est une commune de la couronne,. Cette aire, qui regroupe 30 communes, est catégorisée dans les aires de moins de 50 000 habitants,.

### Occupation des sols
L'occupation des sols de la commune, telle qu'elle ressort de la base de données européenne d’occupation biophysique des sols Corine Land Cover (CLC), est marquée par l'importance des territoires agricoles (88,8 % en 2018), une proportion identique à celle de 1990 (88,8 %). La répartition détaillée en 2018 est la suivante : terres arables (55,1 %), cultures permanentes (25,9 %), forêts (8,7 %), prairies (4,8 %), zones agricoles hétérogènes (3 %), milieux à végétation arbustive et/ou herbacée (2,2 %), zones urbanisées (0,4 %). L'évolution de l’occupation des sols de la commune et de ses infrastructures peut être observée sur les différentes représentations cartographiques du territoire : la carte de Cassini (XVIIIe siècle), la carte d'état-major (1820-1866) et les cartes ou photos aériennes de l'IGN pour la période actuelle (1950 à aujourd'hui).

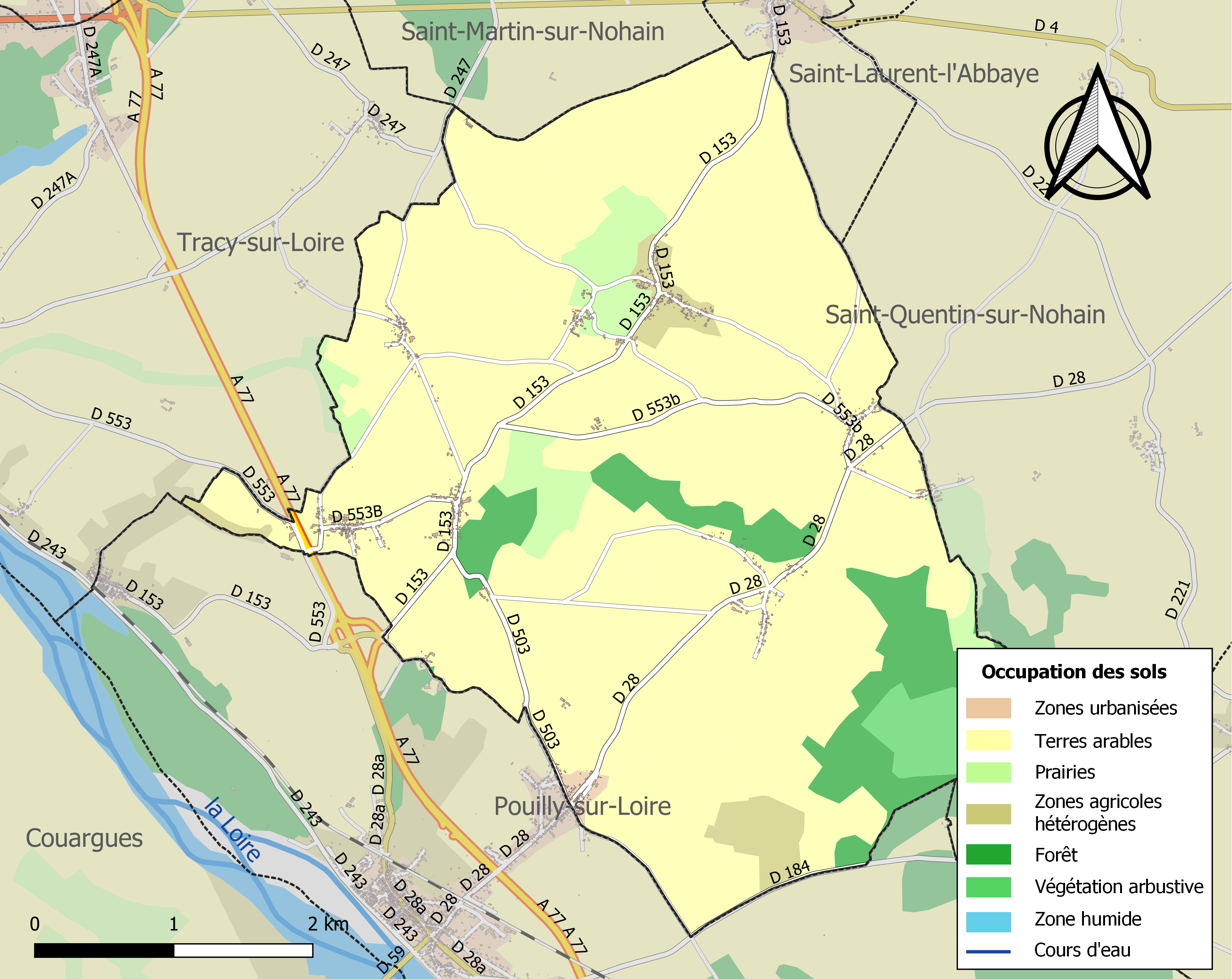
Carte des infrastructures et de l'occupation des sols de la commune en 2018 (CLC).

## Origine du nom
La commune porte le nom d'Andelain, curé d'une paroisse du diocèse d'Auxerre qui se fit particulièrement remarquer par ses vertus et sa bonté. Son évêque saint Vigile († 11 mars 684 ou en 689) lui donna une terre qu'il possédait à Pouilly, où le prêtre se retira en ermite.

## Histoire
L'histoire de la commune de Saint-Andelain se confond avec celle du vignoble de Pouilly, une histoire ancienne puisqu'on trouve déjà trace de ce vignoble dans les biens de Germain, évêque d'Auxerre au Ve siècle. Mais outre son passé lié à la culture de la vigne, Saint-Andelain possède en propre une histoire riche et même tout à fait singulière dans le domaine religieux, principalement au XIXe siècle.
L'installation d'une congrégation d'oblats en 1869, va dans un premier temps indisposer les fidèles qui vont déserter l'église, puis favoriser l'implantation de la religion protestante avec la construction d'un temple au centre du bourg. Après un nouveau rebondissement et revirement, Saint-Andelain va devenir très rapidement une terre de pèlerinage importante, pèlerinage dédié à Notre-Dame de la Salette. Devant l'afflux de quatre mille pèlerins en 1872, l'évêque Forcade, celui-là même qui officia pour la prise de voile de Bernadette Soubirous chez les sœurs de la Charité à Nevers, va s'écrier du haut de la colline de Saint-Andelain « le doigt de Dieu est là ». Le pèlerinage demeurera pendant près d'un siècle. À noter également l'attribution à l'église de Saint-Andelain d'une indulgence plénière (l'indulgence dite de la Portioncule) par le pape Léon XIII en 1878.

## Économie

### Vignoble
L'économie est toujours orientée autour du vignoble et plus particulièrement du Pouilly. Nous sommes dans l'aire du Pouilly-fumé ; une partie de la commune est dans la zone du Pouilly-sur-loire (AOC).

## Politique et administration
| Période                                  | Période  | Identité         | Étiquette | Qualité     |
| ---------------------------------------- | -------- | ---------------- | --------- | ----------- |
| Les données manquantes sont à compléter. |          |                  |           |             |
| juin 1995                                | mai 2020 | Patrick Coulbois | SE        | Viticulteur |
| mai 2020                                 | en cours | Nathalie Liebard | SE        | Opticienne  |

## Démographie
L'évolution du nombre d'habitants est connue à travers les recensements de la population effectués dans la commune depuis 1793. Pour les communes de moins de 10 000 habitants, une enquête de recensement portant sur toute la population est réalisée tous les cinq ans, les populations de référence des années intermédiaires étant quant à elles estimées par interpolation ou extrapolation. Pour la commune, le premier recensement exhaustif entrant dans le cadre du nouveau dispositif a été réalisé en 2004.

En 2022, la commune comptait 609 habitants, en évolution de +24,8 % par rapport à 2016 (Nièvre : −3,28 %, France hors Mayotte : +2,11 %).
| 1793 | 1800 | 1806 | 1821 | 1831 | 1836 | 1841 | 1846 | 1851 |
| ---- | ---- | ---- | ---- | ---- | ---- | ---- | ---- | ---- |
| 523  | 587  | 626  | 628  | 699  | 771  | 841  | 855  | 915  |

| 1856 | 1861 | 1866  | 1872  | 1876  | 1881  | 1886  | 1891  | 1896 |
| ---- | ---- | ----- | ----- | ----- | ----- | ----- | ----- | ---- |
| 905  | 915  | 1 002 | 1 015 | 1 022 | 1 013 | 1 073 | 1 039 | 959  |

| 1901 | 1906 | 1911 | 1921 | 1926 | 1931 | 1936 | 1946 | 1954 |
| ---- | ---- | ---- | ---- | ---- | ---- | ---- | ---- | ---- |
| 966  | 961  | 949  | 797  | 769  | 767  | 715  | 665  | 644  |

| 1962 | 1968 | 1975 | 1982 | 1990 | 1999 | 2004 | 2006 | 2009 |
| ---- | ---- | ---- | ---- | ---- | ---- | ---- | ---- | ---- |
| 610  | 635  | 521  | 518  | 551  | 526  | 539  | 536  | 550  |

| 2014 | 2019 | 2022 | - | - | - | - | - | - |
| ---- | ---- | ---- | - | - | - | - | - | - |
| 490  | 580  | 609  | - | - | - | - | - | - |

## Culture locale et patrimoine

### Lieux et monuments

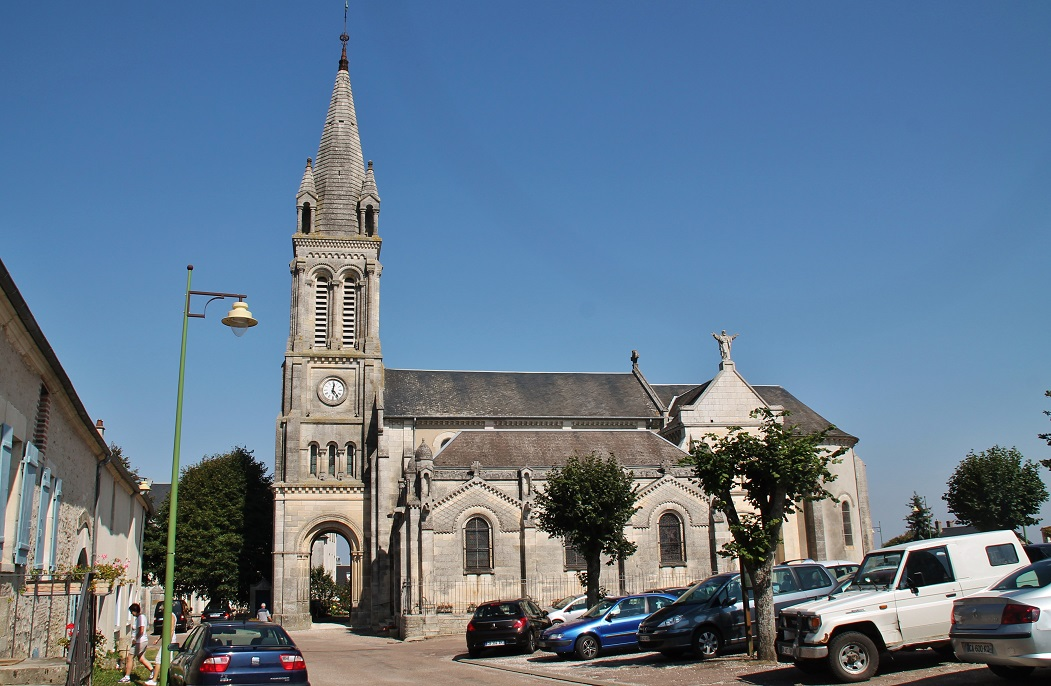
L'église paroissiale Saint-Léger.

- L'église Saint-Léger, construite au XIXe siècle ;
- L'ancien temple protestant, transformé en salle d'expositions ;
- Le Belvédère, ancien château d'eau transformé récemment en observatoire, et permettant ainsi d'admirer la Loire, le vignoble du Pouilly Fumé et le département du Cher avec le piton de Sancerre.

### Personnalités liées à la commune
- Didier Dagueneau (1956-2008) : vigneron français.

### Héraldique
| Blason de Saint-Andelain | Blason  | D'azur à l'église du lieu d'argent, ouverte et ajourée de sable, sur un mont d'argent chargé de trois burelles ondées du champ, surmontée de deux grappes de raisin d'or, chacune tigée et feuillée de deux pièces de sinople ; à la bordure engrêlée de vingt-trois festons cousue* de gueules.                                                                                        |
| Blason de Saint-Andelain | Détails | * Ces armes emploient le terme « cousu » dans le seul but de contrevenir à la règle de contrariété des couleurs : elles sont fautives : gueules sur azur. Les raisins évoque le vignoble de Pouilly-sur-Loire, les vingt-trois festons évoque le fait que Saint-Andelain était connu pour être le bourg d'où l'on apercevait vingt-trois clochers. Création Mado Batt, adoptée en 1996. |